# بوبي فيل
بوبي فيل (بالإنجليزية: Bobbie Vaile)‏ هي عالمة فلك أسترالية، ولدت في 25 يونيو 1959، وتوفيت في 13 نوفمبر 1996.